# Közönséges sarlófű
A közönséges sarlófű (Falcaria vulgaris), régies nevén sarlós bolonyik a zellerfélék (Apiaceae) családjába tartozik, a Falcaria nemzetség egyetlen faja. Kétéves, gömb alakú gyógynövény. Június-júliusban virágzik. Európában, Szibériában, a Közel-Keleten, Észak-Afrikában, Észak- és Dél-Amerikában honos. Alkaloidokat, karotint, C-vitamint, fehérjéket tartalmaz.

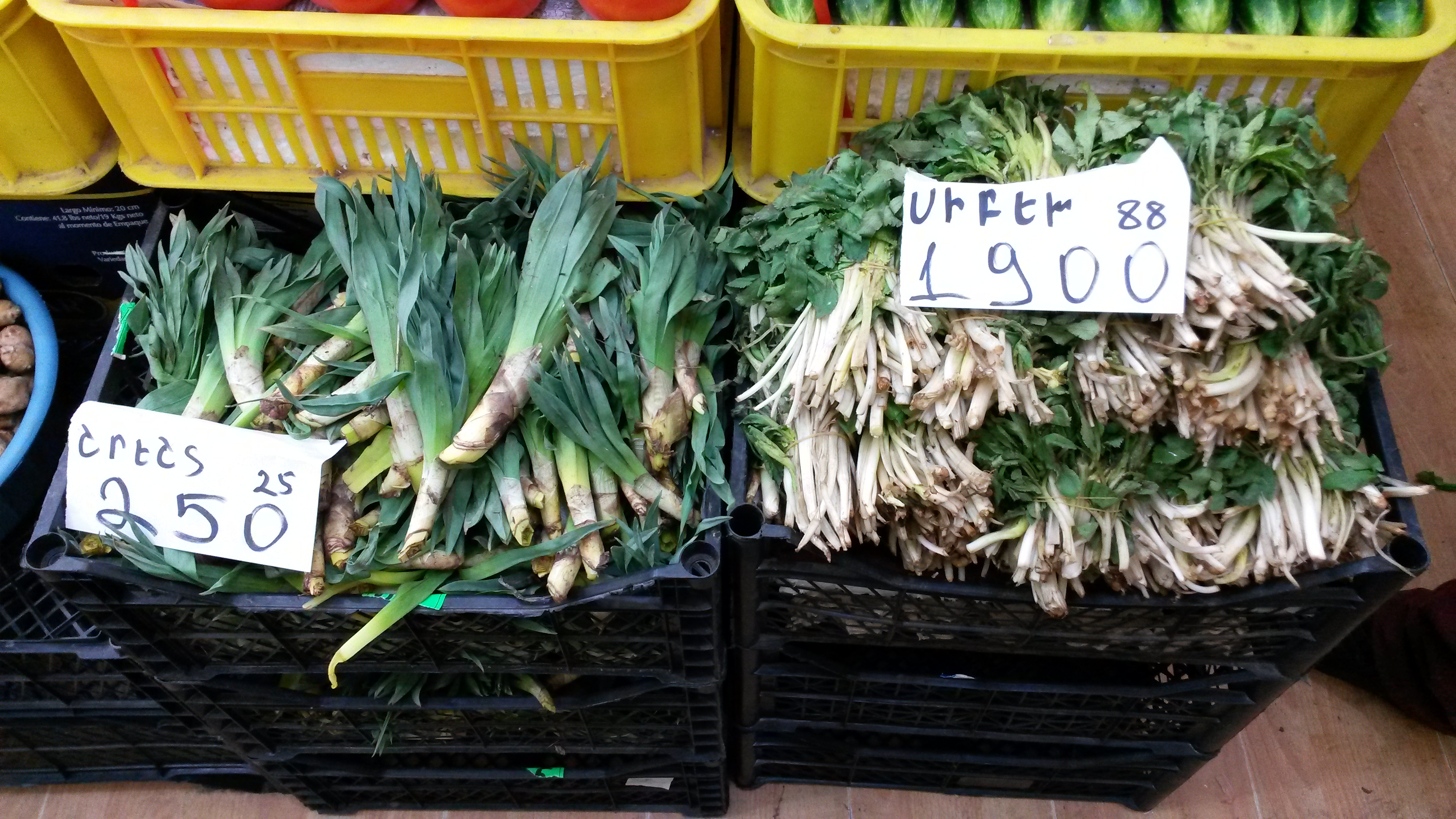
Örményországban a korbácsliliom és a sarlófű leveleit is élelmiszerként fogyasztják

Az alternatív gyógyászatban történő alkalmazása számos előnnyel járhat, különösen a gyomor és a bőr fekélyes megbetegedései, cukorbetegség, fertőzések, valamint máj- és vesebetegségek kezelésében.

## Fordítás
Ez a szócikk részben vagy egészben  a   Falcaria vulgaris című angol Wikipédia-szócikk ezen változatának fordításán alapul.  Az eredeti cikk szerkesztőit annak laptörténete sorolja fel. Ez a jelzés csupán a megfogalmazás eredetét és a szerzői jogokat jelzi, nem szolgál a cikkben szereplő információk forrásmegjelöléseként.